# Festival international du film fantastique de Gérardmer 2015
La 22e édition du festival international du film fantastique de Gérardmer s'est déroulé du 28 janvier au 1er février 2015. Le président du jury a été Christophe Gans.

## Palmarès
| Prix                        | Attribué à                         | Réalisateur                     | Pays                    |
| --------------------------- | ---------------------------------- | ------------------------------- | ----------------------- |
| Grand prix                  | It Follows                         | David Robert Mitchell           | États-Unis              |
| Prix du jury (ex aequo)     | The Voices                         | Marjane Satrapi                 | États-Unis, Allemagne   |
| Prix du jury (ex aequo)     | Ex machina                         | Alex Garland                    | États-Unis, Royaume-Uni |
| Prix de la critique         | It Follows                         | David Robert Mitchell           | États-Unis              |
| Prix du jury jeunes         | Goodnight Mommy (Ich seh, Ich seh) | Severin Fiala et Veronika Franz | Autriche                |
| Prix du public              | The Voices                         | Marjane Satrapi                 | États-Unis, Allemagne   |
| Prix du jury Syfy           | Goodnight Mommy(Ich seh, Ich seh)  | Severin Fiala et Veronika Franz | Autriche                |
| Meilleure musique originale | These Final Hours                  | Zak Hilditch                    | Australie               |
| Grand prix du court métrage | Habana                             | Édouard Salier                  | France                  |

## Jurys

### Longs métrages
- Christophe Gans (président du jury)
- Alexandre Aja
- Franck Khalfoun
- Marie Kremer
- Grégory Levasseur
- Alysson Paradis
- Rob
- Christa Théret

### Courts métrages
- Bruno Wolkowitch
- Maud Jurez
- Jérôme Niel
- Lilly Wood and the Prick
- Lola Dewaere

## Films en compétition

### Longs métrages en compétition
| Titre                                  | Réalisation                     | Pays                    |
| -------------------------------------- | ------------------------------- | ----------------------- |
| Cub (Welp)                             | Jonas Govaerts                  | Belgique                |
| Ex machina                             | Alex Garland                    | États-Unis, Royaume-Uni |
| Goodnight Mommy (Ich seh, Ich seh)     | Severin Fiala et Veronika Franz | Autriche                |
| Honeymoon                              | Leigh Janiak                    | États-Unis              |
| It Follows                             | David Robert Mitchell           | États-Unis              |
| Jamie Marks Is Dead                    | Carter Smith                    | États-Unis              |
| M.O.Zh. (The Man in the Orange Jacket) | Aik Karapetian                  | Lettonie, Estonie       |
| The Signal                             | William Eubank                  | États-Unis              |
| The Voices                             | Marjane Satrapi                 | États-Unis, Allemagne   |
| Final Hours (These Final Hours)        | Zak Hilditch                    | Australie               |

### Courts métrages en compétition
| Titre                                         | Réalisation     | Pays   |
| --------------------------------------------- | --------------- | ------ |
| Habana                                        | Édouard Salier  | France |
| L'Art du geste (The Art of Gesture)           | Ivan Radkine    | France |
| Puzzle                                        | Rémy Rondeau    | France |
| Rien ne peut t'arrêter (If it Turns Bad, Run) | David Hourrègue | France |
| Shadow                                        | Lorenzo Recio   | France |

## Films hors compétition
| Titre                                                     | Réalisation                    | Pays                          |
| --------------------------------------------------------- | ------------------------------ | ----------------------------- |
| ABCs of Death 2                                           | divers                         | États-Unis                    |
| At the Devil's Door (Home)                                | Nicholas McCarthy              | États-Unis                    |
| Electric Boogaloo: The Wild, Untold Story of Cannon Films | Mark Hartley                   | États-Unis                    |
| Exists                                                    | Eduardo Sánchez                | États-Unis                    |
| Jupiter : Le Destin de l'univers (Jupiter Ascending)      | Andy Wachowski, Lana Wachowski | États-Unis                    |
| La Légende de Viy (Viy)                                   | Oleg Stepchenko                | Russie                        |
| Le Projet Atticus (The Atticus Institute)                 | Chris Sparling                 | États-Unis                    |
| Les Âmes silencieuses (The Quiet Ones)                    | John Pogue                     | Royaume-Uni, États-Unis       |
| Les Nouveaux Héros (Big Hero 6)                           | Don Hall, Chris Williams       | États-Unis                    |
| Monsterz                                                  | Hideo Nakata                   | Japon                         |
| Ouija                                                     | Stiles White                   | États-Unis                    |
| Out of the Dark                                           | Lluis Quilez                   | États-Unis, Colombie, Espagne |
| Réalité                                                   | Quentin Dupieux                | France, Belgique              |
| The Mirror (Oculus)                                       | Mike Flanagan                  | États-Unis                    |
| The Pool (De Poel)                                        | Chris W. Mitchell              | Pays-Bas                      |
| Tusk                                                      | Kevin Smith                    | États-Unis                    |
| What We Do in the Shadows                                 | Taika Waititi, Jemaine Clement | Nouvelle-Zélande              |

### La nuit décalée
| Titre           | Réalisation                   | Pays       |
| --------------- | ----------------------------- | ---------- |
| American Burger | Bonita Drake, Johan Bromander | Suède      |
| Eat             | Jimmy Weber                   | États-Unis |
| Zombeavers      | Jordan Rubin                  | États-Unis |

### Hommage àRobert Rodriguez
| Titre                         | Réalisation      | Pays       |
| ----------------------------- | ---------------- | ---------- |
| Sin City                      | Robert Rodriguez | États-Unis |
| Sin City : J'ai tué pour elle | Robert Rodriguez | États-Unis |
| The Faculty                   | Robert Rodriguez | États-Unis |
| Une nuit en enfer             | Robert Rodriguez | États-Unis |

### Les films du président du Jury
| Titre              | Réalisation     | Pays           |
| ------------------ | --------------- | -------------- |
| Crying Freeman     | Christophe Gans | France, Canada |
| Le Pacte des loups | Christophe Gans | France         |
| Silent Hill        | Christophe Gans | France, Canada |